# 울브스 (2014년 영화)
《울브스》(영어: Wolves)는 2014년 공개된 프랑스의 영화이다.

## 출연
- 제이슨 모모아 - 코너
- 루커스 틸 - 케이든 리처즈
- 메릿 패터슨 - 앤젤리나 티민스
- 존 파이퍼퍼거슨 - 와일드 조
- 스티븐 맥허티 - 존 톨러먼
- 케이틀린 리브 - 리사 스튜어트
- 애덤 버처 - 디크
- 멜라니 스크로파노 - 게일 티민스
- 미리엄 맥도널드 - 헤일리
- 알랭 무시 - 도비